# Eduard Tsykhmeystruk
Eduard Mykolayovych Tsykhmeystruk - em ucraniano, Сергій Миколайович Беженар (Makeevka, 24 de junho de 1973) é um ex-futebolista ucraniano que atuava como meia-atacante.
Nos tempos de União Soviética, seu nome fora russificado para Eduard Nikolaevich Tsikhmeystruk (Эдуард Николаевич Цихмейструк).

## Carreira
Revelado pelo Shakhtar Makeevka, clube de sua cidade, Tsykhmeystruk iniciou a carreira em 1991, no Shakhtar Donetsk B. Até 1993, jogou nas divisões de acesso do futebol ucraniano (Vahonobudivnyk Stakhanov,Elektron Romny, Antratsyt Kirovske e Medita Shakhtarsk), quando assinou com o Borysfen (atual Arsenal Kiev). Contabilizando as mudanças de nome da equipe (CSKA-Borysfen Boryspil e CSKA Kiev), jogou 192 vezes e fez 17 gols.
Defenderia ainda Levski Sófia e Spartak Moscou antes de voltar à Ucrânia em 2002, para atuar no Metalurh Donetsk. Entre 2004 e 2007, jogaria pelo Illichivets Mariupol por 89 vezes, com 8 gols. Suas últimas incursões na primeira divisão nacional foram por Zorya Luhansk e Vorskla Poltava, atuando poucas vezes.
Tsykhmeystruk deixou os gramados em 2013, depois de passagens por Irpin Horenychi, Makiivvuhillya e Yednist' Plysky.

## Carreira internacional
Pela Seleção Ucraniana, Tsykhmeystruk atuou em 7 jogos entre 1998 e 1999, não tendo feito nenhum gol.